# Niambia eburnea
Niambia eburnea is een pissebed uit de familie Platyarthridae. De wetenschappelijke naam van de soort is voor het eerst geldig gepubliceerd in 1953 door Vandel.